# HESA Yasin
HESA Yasin (перс. یاسین) — іранський сучасний навчально-тренувальний літак, який був представлений 17 жовтня 2019 року. Літак призначений для підтримки ВПС Ірану. 
Літак спроектований та побудований фахівцями збройних сил Ірану і призначений для підготовки пілотів-винищувачів. 

## Історія
Винищувач «Yasin» був відкритий під час церемонії на авіабазі Шахід Нодже в провінції Хамадан 17 жовтня 2019 року за участю високопосадовців Ірану, зокрема міністра оборони Ірану бригадного генерала Аміра Хатамі, командувача ВПС Ірану бригадного генерала Азіза Насирзаде та віце-президента з питань науки і технологій Сорени Саттарі. 

## Конструкція
Вага «Yasin» становить 5,5 тонн і здатний пролетіти до 1200 кілометрів. Конструкція крила дозволяє літаку сідати і злітати зі швидкістю не менше 200 км/год. 
Довжина цього літака становить 12 метрів, а висота - 4 метри. 
Розглядається можливість озброєння навчально-тренувальних літаків «Yasin» для ближньої авіаційної підтримки. 

## Технічні характеристики[7]

### Загальні характеристики
- Екіпаж: 2
- Довжина: 12,25 м (40 футів 2 дюйми)
- Розмах крил: 10,4 м (34 фути 1 дюйм)
- Висота: 4 м (13 футів 1 дюйм)
- Площа крила: 24 м2 (260 кв. футів)
- Власна вага: 3 900 кг (8 598 фунтів)
- Повна маса: 5 500 кг (12 125 фунтів)
- Максимальна злітна вага: 6 600 кг (14 551 фунт)
- Силова установка: 2 турбореактивні двигуни Owj (без форсажної камери згоряння), тягою по 16 кН (3600 фунтів сили) кожен

### Характеристики
- Максимальна швидкість: 1000 км/год (620 миль/год, 540 вузлів)
- Дальність польоту: 900 км (560 миль, 490 нм)
- Дальність поромної переправи: 1200 км (750 миль, 650 морських миль)
- Запас ходу: 90 хвилин на внутрішньому паливі або 120 хвилин з додатковими зовнішніми паливними баками
- Стеля обслуговування: 11 000 м (36 000 футів)